# Ашиль Валенсьєн
Ашиль Валенсьєн (фр. Achille Valenciennes; 9 серпня 1794, Париж — 13 квітня 1865, Париж) — французький зоолог, іхтіолог і малаколог.

## Біографія
Народився в Національному музеї природної історії в Парижі, де його батько працював науковим асистентом і жив зі своєю родиною. У школі йому давалася математика та він планував поступити в політехнікум. Однак, рання смерть батька змусила його кинути навчання і почати працювати, щоб підтримати матір і 4 сестри. Ще не досягнувши вісімнадцяти років, він працював препаратором в Музеї природної історії, його основним обов'язком було приготування опудал ссавців і птахів. Але через свої неабиякі якості йому дуже швидко довірили інші обов'язки. Спочатку він виконував роботу для Етьєна Жоффруа Сент-Ілера (1772—1844), потім в 1814 році для Жана-Батиста Ламарка (1744—1829), якому він як асистент допомагав оформляти і класифікувати колекцію безхребетних, зоофітів і молюсків. На цю роботу звернув увагу Жорж Кюв'є (1769—1832) і надалі Валансьєн виконував роботу і для нього.
У 1827 році Валансьєн почав власні дослідження риб. Він подорожував Англією, Голландію, Німеччиною, щоб вивчити риб, що зберігалися там в музеях і приватних колекціях. Через кілька років він став професором малакології в Музеї природної історії. Разом з Кюв'є в період з 1828 по 1848 роки він працював над 22-томним-працею «Histoire naturelle des poissons» («Природнича історія риб»), які він закінчив після смерті Кюв'є в 1832 році. У цій праці було описано 4055 видів риб, з них 2311 нових видів.
Валансьєн опублікував ряд творів по малакології, серед них були опис молюсків, зібрані по всьому світу під час експедиції фрегата «Венера» (La Vénus) в 1836—1839 роках під командуванням капітана Abel Aubert Du Petit-Thouars (1793—1864).
У 1832 році слідом за Анрі Бленвілем Валансьєн прийняв кафедру з вивчення кільчастих хробаків, молюсків і зоофітів в Музеї природної історії в Парижі.
У 1844 році Валансьєн став членом Академії наук.

### Таксони тварин, названі на честь Валеньєна
- Acropora valenciennesi, Milne Edwards & Haime, (1860)
- Ophiacantha valenciennesi, Lyman (1879)
- Glossodoris valenciennesi, Cantraine (1835)
- Hypselodoris valenciennesi Cantraine 1841)
- Lithuaria valenciennesi, d'Hondt (1984)
- Montastrea valenciennesi, Milne Edwards & Haime (1848)
- Symphyllia valenciennesi, Milne Edwards & Haime (1849)
- Oculina valenciennesi, Milne Edwards & Haime (1850)
- Callionymus valenciennei, Temminck & Schlegel (1845][5]